# Zaboryszki
Zaboryszki (lit. Žabariškės) – wieś w Polsce położona w województwie podlaskim, w powiecie suwalskim, w gminie Szypliszki.
Do 25 czerwca 1952 roku miejscowość była siedzibą gminy Zaboryszki. 
W latach 1975–1998 miejscowość administracyjnie należała do województwa suwalskiego.
Przez miejscowość przebiega droga wojewódzka nr 651.